# Thomas Hoffmeister
Thomas S. Hoffmeister (* 5. September 1958) ist ein deutscher Biologe und Professor für Evolutionsbiologie an der Universität Bremen. Hoffmeister gehörte zu den Übersetzern des wissenschaftlichen Standard-Lehrbuches Ecology: From Individuals to Ecosystems (Begon, Harper, Townsend).

## Leben
Hoffmeister studierte die evolutionären Aspekte der Kommunikation von Insekten, Verhaltens- und Entscheidungsbiologie von Insekten und das Verhältnis von Insekten und den mit ihnen assoziierten Parasiten. Hoffmeister war Arbeitsgruppenleiter an der Universität Kiel und ist es jetzt an der Universität Bremen.

## Forschung
Er und seine Arbeitsgruppe arbeiten mit evolutionären Ansätze bei ökologischen Fragestellungen. Im Zentrum seiner Arbeit stehen Fragen nach Faktoren, die das Verhalten von Individuen wie auch Interaktionen zwischen Organismen verschiedener trophischer Ebenen steuern. Dies wirkt sich in der Konsequenz auch auf die Artenvielfalt in Insekten-Gemeinschaften aus. Hierzu analysieren seine AG die Informationsaufnahme, -verarbeitung und die daraus abgeleiteten Entscheidungen von Tieren. Die AG arbeitet mit herbivore oder detritivoren Insekten und ihren Parasiten als Untersuchungssysteme.
Hoffmeister befasst sich auch mit angewandten Fragestellungen zur biologischen Schädlingsbekämpfung.

## Lehre
Hoffmeister lehrt an den Biologie-Studiengängen der Universität Bremen zur Biostatistik (R) und zur Evolutionsbiologie.